# 1988年内存芯片短缺
1988年内存芯片短缺是1988年电子工业界以美国为首出现的一次严重随机存取存储器集成电路（内存芯片）短缺问题。短缺的芯片以动态内存（DRAM）为主，256Kb（32KiB）DRAM芯片的价格从1987年初的2美元上涨到最高10-12美元的现货市场价。1Mb（128KiB）芯片从9-10美元上涨到最高40美元。短缺广泛影响了整个计算机行业，使计算机整机与内存模块价格大幅上涨，计算机供货期明显延长，一些公司还被迫推迟了新产品的发布。受本次短缺波及的公司包括了所有主要的计算机厂商，不限于惠普、康柏、虹志电脑、苹果、Sun、SGI、DEC等。除了动态内存之外，静态内存（SRAM）芯片也受波及，影响了任天堂与世嘉等电子游戏公司。任天堂游戏《塞尔达传说2：林克的冒险》因卡带SRAM芯片短缺而推迟上市。受短缺影响，日立七家半导体工厂取消假期，员工加班加点工作，富士通和三菱也曾有同样计划。
多方面因素造成了本次短缺：内存市场从1985年的萧条中复苏，对计算机的需求回升，受此前市场危机重创的半导体公司未能及时提升产能；半导体厂商决策失误，将原有生产线升级为1Mb内存芯片生产线，却低估了生产中的技术问题，良品率极低，芯片产能严重受限。此外，美日贸易冲突在政治上引发了极大的争论。一些美国计算机公司指责：贸易冲突后，在美国半导体行业协会游说下签订的1986年《美日半导体协议》使日本公司降低产能、减少出口，对美国弊大于利，反而造成美国芯片短缺；并游说政府废除协议限制、实行自由贸易。然而美国半导体公司则持否认态度，认为生产问题才是主要原因。
最终，随着计算机市场降温，1Mb容量DRAM芯片产能上升（后进入市场的韩国半导体厂商又进一步提升了产能），芯片短缺于1989年中期化解。

## 影响
短缺广泛影响了整个计算机行业，《芝加哥论坛报》将其形容为计算机界的石油危机。256Kb（32KiB）DRAM芯片的价格从1987年初的2美元上涨到最高10-12美元，使计算机整机与内存模块价格大幅上涨（一台性能类似IBM PC AT的典型个人计算机，需要16片256Kb内存，可见价格上升带来的后果）。例如：虹志电脑的产品涨价，甚至开始销售不含内存芯片的空白内存扩展卡，让消费者自己去寻找芯片；苹果个人电脑与激光打印机2MiB内存扩展模块的价格从599美元上涨至849美元；太阳微系统的专业工作站的内存升级价格从500美元上涨至750美元；DEC的内存扩展产品价格上涨35%；泰克称，1Mb内存从9-10美元上涨至20美元，一台泰克工作站中使用45片芯片，迫使价格大幅上涨。
计算机供货期明显延长：一台Sun 3/60工作站的前置时间通常是45-60天，但因短缺延长到120-150天。一些公司还被迫推迟了新产品的发布。例如：惠普无限期推迟了一款型号为Vectra QS的新机，该机型原本计划在一重要商展时发布。也有谣传称苹果放弃了新款麦金塔电脑的计划，但苹果公司不予置评。经营状况不佳的Kaypro公司直接因芯片短缺裁员38人，并计划裁员最多100人。
芯片短缺对小公司的伤害最为严重。这些公司缺乏购买力，无法像大企业一样获得优先供应。此外，使用零库存生产方式的公司受到特别影响。这些公司按需采购元器件，平日有利于降低成本，但芯片短缺时则面临缺货。
电子游戏公司也受到波及。任天堂同年停产12款旧游戏，其考虑之一就是将短缺的SRAM芯片使用在新游戏的卡带中。《塞尔达传说2：林克的冒险》也因芯片短缺而推迟上市。世嘉则表示，由于使用的芯片型号不同，短缺并不严重，但也被迫推迟了一些新游戏的发售。
一年后，一些计算机公司报告了严重损失。雅达利1988年第四季度运营利润从2120万美元下降至930万美元，管理层称这是芯片短缺所致。有市场分析师指出，雅达利面临短缺没有不断涨价，而是接受了低利润。苹果公司1989年第二季度财报表明，虽然苹果产品销量上升44%，利润却大幅下降29%。1988年夏芯片短缺到达顶点时，苹果购入了7500-8000万美元的1Mb内存芯片，价格最高每片38美元，并决定机器涨价维持净利率。结果使大量消费者和经销商购买低配置机型，然后自行加装更便宜的第三方内存模块与其他配件。这使高配置机型滞销，苹果难以清理芯片库存。1989年1月芯片短缺开始缓解，价格下跌至23美元。苹果库存大幅贬值，亏损严重。

## 原因

### 市场供需
1985年，因计算机市场扩张过度，随后而来的计算机销量下跌导致内存芯片滞销，进而引发了1985年内存市场萧条，引发市场危机。各公司开始大量抛售内存芯片，256Kb内存下跌至低于2美元的最低点。世界内存厂商共损失约50亿美元。但随后市场复苏，对计算机的需求回升，新上市的个人计算机（如IBM PS/2）和专业工作站也都需要更大容量的内存。受此前危机影响，内存厂商未能增加投资，及时提升产能满足新增的需求。
其次，内存厂商发生决策失误。由于之前因产能过剩蒙受了巨额损失，内存厂商不敢轻易增加产能。许多厂商没有投入资金建设新的半导体生产线，而是将现有的256Kb（32KiB）生产线改造为1Mb（128KiB）芯片生产线，转移了现有DRAM的产能。SRAM受芯片短缺波及，同样是因为产能向利润更高的DRAM转移，原有产能被蚕食。不料，内存厂商低估了1Mb内存生产遇到的一系列技术问题，初期的良品率极低，这使得转化后的产能无法发挥出来，芯片产能严重受限。

### 技术困难
造成良品率低的一个原因是新技术“沟槽电容”（trench capacitor）的应用。这种技术能提升芯片的存储密度，被德州仪器与NEC等许多公司的1Mb内存芯片采纳，但生产初期遭遇的技术问题高于预期。相比这下，东芝内存生产线同期良品率就高得多，生产线能正常工作。
德州仪器的发言人说，新制程对净室环境的要求更高：1Mb芯片的生产工序是256K的两倍，而且芯片精密到可被一粒0.25微米粉尘破坏的程度。由于芯片制造本身就容易产生这种颗粒物，情况十分棘手。

### 美日半导体协议
此外，1985年市场危机引发的美日贸易冲突和随后签订的1986年《美日半导体协议》在政治上引发了极大的争论。
1985年市场危机中，世界内存厂商共损失约50亿美元，日本厂商占其中40亿。美国原有11家美国半导体公司生产内存芯片，危机后只剩下德州仪器、美光与摩托罗拉3家公司。蒙受巨额损失的美国半导体公司认为，日本公司在危机中依靠其他部门的利润维持运营，并故意大量亏本倾销低于成本价的内存芯片，使美国内存市场受日本控制。代表全美52家公司的美国半导体行业协会游说美国政府，成功使美国政府在1986年制定了《美日半导体协议》（下称《协议》）。《协议》规定：一、设立内存价格下限，日本芯片在美国和第三国的售价不得低于成本价加8%利润的“公平市场价”，以打击美方所谓的“倾销”；二、日本政府打开市场，使美国公司市场份额增长至20%。1987年，里根政府以日本违反协议为由实施经济制裁，向3亿美元的日本消费品征收100%的惩罚性关税。
而在1988年内存短缺发生后，一些美国计算机厂商指责《协议》弊大于利，不但未能实现使美国半导体公司重新进入内存市场的预期目标（日本依然控制80%到90%的份额），还导致日本公司降低产能、减少出口。结果适得其反，引发美国芯片短缺，使美国计算机公司利益受损。批评者称半导体公司要求政府特殊保护的做法是落后的，这无异于历史上的纺织业、钢铁业的垄断做法。还有观点称《协议》或成为日本厂商操纵产能与价格的借口，有促成卡特尔的危险。泰克、雅达利、苹果、康柏、Tandem等几家大型计算机公司游说美国政府，主张自由贸易，废除《协议》中的有关限制。《华盛顿邮报》记者T·R·里德评论道：里根政府宣称自由贸易，却在半导体市场实施保护主义。美国半导体厂商放弃低利润的内存芯片，进入微处理器和可编程逻辑器件市场，这种转变是自由市场中的自然发展趋势。政府试图帮助美国，却造成严重芯片短缺，自讨苦吃。作为消费者，他依然希望大家支持美国生产的打印机、显示器、调制解调器、计算机等产品。但这是自愿行为，不应该以干涉自由市场的形式实现，也无必要延伸到内存芯片这种基本元件的程度。
美国半导体产业则不承认该主张，认为《协议》被计算机公司当成了替罪羊，超乎预期的需求和生产问题才是短缺的原因。并指出可擦除可编程只读存储器（EPROM）也是《协议》的范围，但并未出现EPROM芯片短缺。此外，就算卡特尔的危险存在，这也是之前日本倾销造成的，而《协议》正是解决方案。EPROM价格之所以稳定，一个原因就是美国公司依然占有明显的市场份额。哈佛商学院助理教授大卫·B·约菲在《华尔街日报》撰文道：繁荣与衰退的经济周期在半导体历史上是十分明显的。由于新产能最多需要18个月才能上线，供应总是滞后于需求。1970年代末电子游戏风行，某些芯片就曾出现短缺；几年后个人计算机大卖，某些芯片型号再次短缺。因此，本次芯片短缺的根本原因是半导体行业自然的经济周期，而且目前遇到的生产困难是日本厂商公开承认的。总之不应该错误指责《协议》。《协议》仅仅设置了价格下限，要求日本政府打开市场。而随后的经济制裁，针对的也只是成品而不涉及半导体供应链。相反，此前的倾销迫使大量美国公司退出市场，才是目前市场不稳定的原因，保证市场稳定正要靠反倾销。